# Zombie Zone
Zombie Zone (SIMPLE2000 シ リ ー ズ Vol.61 THE お 姉 チ ャ ン バ ラ ~ Simple 2000 Series Volumen 61: The OneeChanbara) es un videojuego Hack and slash programado por la empresa Tamsoft y publicado por D3 Publisher para la consola PlayStation 2. Forma parte de la colección Simple 2000 Series, una gama japonesa de videojuegos baratos (cuyo precio eran 2000 yenes), el volumen 61. Fue puesto a la venta en Japón el 26 de agosto de 2004 y en Europa el 21 de octubre de 2005. No hubo versión para Estados Unidos. Es el primer videojuego de la serie Onechanbara.
Aunque la historia del juego transcurre en la época actual, el videojuego posee características muy propias de la ficción de explotación de los años 70, con un argumento mínimo, violencia y gore elevados, así como una protagonista que lucha con muy poca ropa.

## Sistema de juego
El jugador controla a Aya, una joven japonesa experta en el manejo de la espada. Va vestida únicamente en ropa interior, una bufanda, botas y sombrero de cowgirl. Tiene el cabello largo de color castaño, lleva un tatuaje tribal al final de la espalda y va armada con una espada, así como cuchillos arrojadizos. La misión es recorrer las siete misiones del modo principal, eliminando al ejército de zombis de las calles cortándolos o golpeándolos. Aya puede golpear con la espada, dar patadas y lanzar cuchillos. Al eliminar enemigos, estos sueltan unas bolas luminosas de color dorado que proporcionan puntos de experiencia al ser recogidos. Con ellos, se pueden aumentar los atributos de Aya como la fuerza, alcance, el tamaño de la barra de vitalidad o nuevos movimientos.
La manera más efectiva para derrotar a los enemigos es mediante el sistema denominado "Cool Combo". Consiste en propinar sucesivos ataques con la espada de manera continuada, pulsando el botón de ataque justo cuando el golpe conecta con el cuerpo del enemigo. De esta manera, los golpes son mucho más fuertes y la cadena de golpes no se detiene, aunque para ello, el jugador debe aumentar bastante el nivel de Aya para que pueda ir aprendiendo a hacer estos combos más largos.
A medida que el jugador va derrotando enemigos, dos indicadores se van llenando. Uno es el nivel de impureza que, al llenarse, Aya entrará en estado de furia y provocará mucho más daño, pero también recibirá más. Para eliminar este estado, el jugador debe utilizar el objeto correspondiente. El otro indicador es el nivel de fuerza de la espada, que se irá llenando de sangre y, si llega al tope, ésta se quedará atascada en los cuerpos de los enemigos, además de golpear mucho más despacio. El jugador debe ir limpiando la espada cada cierto tiempo para evitar esto.
Zombie Zone dispone de dos modos de juego, que son "Story" y "Survival". Dispone de una tercera opción denominada "Quest" en la que se detallan tareas secundarias que, de ser completadas, se pueden obtener bonificaciones como nuevos trajes y fondos de pantalla para los menús.
Zombie Zone posee voces originales en japonés y subtítulos en inglés, francés y alemán.

### Personajes
- Aya: Es la única protagonista del videojuego. Es una joven japonesa víctima de una maldición que la hace entrar en estado de furia cada vez que entra en contacto con la sangre, aunque es capaz de llegar a controlarla. Ella fue educada y entrenada en el arte de la espada por su difunto padre, que fue asesinado. Presuntamente, el asesino es su hermana pequeña, Saki, víctima de la misma maldición que provoca que esté fuera de control. Aya entra en el campo de batalla para detener a su hermana y descubrir la verdad.
- Saki: Es la hermana pequeña de Aya, pero no puede ser seleccionada para jugar. Va vestida con el típico traje azul de colegiala japonesa, y tiene el pelo negro largo, recogido en dos coletas. También es una experta en el arte de la espada, aunque tiene amplios conocimientos también en artes marciales. Saki fue criada por su madre, que murió tras una larga lucha contra una grave enfermedad. Acusa su padre de haberlas abandonado cuando más lo necesitaban, lo que provoca que Saki caiga en una espiral de odio, locura y venganza. Planea revivir a su madre muerta, y para ello necesita el corazón vivo de su hermana Aya.

## Versión extendida
Una versión extendida de este juego apareció en Japón el 23 de junio de 2005, el volumen 80 de la colección Simple 2000 Series. Su título japonés original fue SIMPLE2000シリーズ Vol.80 THE お姉チャンプルゥ ~THE 姉チャン 特別編~ (Simple 2000 Series Volumen 80: The OneeChanpuru ~The Onechan Special Chapter). En Europa fue puesto a la venta el 23 de marzo de 2007 y renombrado como Zombie Hunters, aunque en la pantalla de título del juego figura como Zombie Zone: The Other Side. Básicamente el juego es el mismo, pero incluye más contenido inédito:
- La posibilidad de jugar también con Saki, la hermana de Aya.
- Dos personajes nuevos: Riho Futaba (idol de D3 Publisher) y su hermana Makoto Futaba.
- Nuevos trajes.
- Ligera mejora gráfica gracias al Anti-aliasing.

A pesar del nuevo contenido, en la versión europea de esta nueva edición fueron eliminadas todas las voces en japonés que podían escucharse en las escenas de texto y en las conversaciones, de modo que las escenas de video permanecen mudas y sin sonido, aún viéndose a los personajes hablando mientras gesticulan. Así mismo, la versión original japonesa se distribuyó en formato DVD-ROM, mientras que la europea fue CD-ROM.

## Recepción
Zombie Zone se convirtió en un éxito de culto en Japón, pero en Europa su repercusión fue mucho más discreta y llamó más la atención por el hecho de que su protagonista fuese masacrando zombis por Japón vestida solo con ropa interior. En España se puso a la venta muy pocos ejemplares y la prensa nacional apenas dedicaron algún análisis.
- MeriStation: 3/10
- VicioJuegos: 60/100